# Чемпіонство Сполучених Штатів серед жінок (WWE)
Чемпіонство Сполучених Штатів серед жінок (англ. WWE Women's United States Championship) — жіночий другорядний титул чемпіона у професійному реслінгу, що був створений промоутерською компанією WWE для реслерок основного ростеру і належить бренду WWE Smackdown. Оголошення про створення даного титулу відбулось під час епізоду щотижневого шоу WWE Friday Night SmackDown від 8 листопада 2024 року. Першою чемпіонкою стала Челсі Грін. Чинною володаркою титулу є Джулія, що перемогла Зеліну Вегу у епізоді SmackDown за 27 червня 2025 року.
Це другий сольний жіночий чемпіонський титул на SmackDown, на додачу до Чемпіонства WWE серед жінок, що є світовим і головним титулом синього бренду для жінок. Даний титул має чоловічий аналог на SmackDown.

## Історія
Американська промоутерська компанія професійного реслінгу WWE була заснована у квітні 1963 року, але ніколи не мала вторинного жіночого чемпіонського титулу, поки у квітні 2024 року не було представлене жіноче північноамериканське чемпіонство NXT для бренду розвитку талантів NXT. Пізніше, того ж року, під час епізоду SmackDown 8 листопада 2024 року генеральний менеджер бренду Нік Алдіс представив титул чемпіонки Сполучених Штатів, який мав стати вторинним титулом для основного ростеру в жіночому дивізіоні бренду SmackDown, на противагу чоловічому поясу США.
Перед епізодом SmackDown від 15 листопада Алдіс оголосив, що матчі турніру для визначення інавгураційної чемпіонки розпочнуться з цього епізоду. Керівник креативного відділу WWE Пол «Тріпл Ейч» Левек згодом розкрив турнірну сітку, в якій 12 жінок з ростеру SmackDown проведуть чотири тристоронні матчі в першому раунді, переможниці кожного з яких вийдуть у півфінальні одиночні матчі, а потім зійдуться у фіналі турніру на спеціальному шоу Saturday Night's Main Event, що вийшов в ефір 14 грудня 2024 року. Учасницями турніру були оголошені Бейлі, Бі-Фаб, Кендіс ЛеРей, Б'янка Белер, Челсі Грін, Блер Давенпорт, Джейд Каргілл, Мічін, Пайпер Нівен, Наомі, Тіффані Страттон та Електра Лопес. Каргілл пізніше була замінена на Леш Ледженд через напад з боку невідомої за лаштунками.

## Турніри

### Інавгураційний турнір
Турнір за звання першої в історії чемпіонки Сполучених Штатів серед жінок WWE розпочався 15 листопада і завершився 14 грудня 2024 року. Перемогу у фіналі здобула Челсі Грін, перемігши Мічін у матчі на шоу Saturday Night's Main Event XXXVII.
|  |                                                      |                                                      |                                                      |  |  |                                     |                                     |                                     |  |  |                                                   |                                                   |                                                   |
|  | Перший раунд SmackDown 15 листопада – 6 грудня, 2024 | Перший раунд SmackDown 15 листопада – 6 грудня, 2024 | Перший раунд SmackDown 15 листопада – 6 грудня, 2024 |  |  | Півфінали SmackDown 13 грудня, 2024 | Півфінали SmackDown 13 грудня, 2024 | Півфінали SmackDown 13 грудня, 2024 |  |  | Фінал Saturday Night's Main Event 14 грудня, 2024 | Фінал Saturday Night's Main Event 14 грудня, 2024 | Фінал Saturday Night's Main Event 14 грудня, 2024 |
|  | Перший раунд SmackDown 15 листопада – 6 грудня, 2024 | Перший раунд SmackDown 15 листопада – 6 грудня, 2024 | Перший раунд SmackDown 15 листопада – 6 грудня, 2024 |  |  | Півфінали SmackDown 13 грудня, 2024 | Півфінали SmackDown 13 грудня, 2024 | Півфінали SmackDown 13 грудня, 2024 |  |  | Фінал Saturday Night's Main Event 14 грудня, 2024 | Фінал Saturday Night's Main Event 14 грудня, 2024 | Фінал Saturday Night's Main Event 14 грудня, 2024 |
|  |                                                      |                                                      |                                                      |  |  |                                     |                                     |                                     |  |  |                                                   |                                                   |                                                   |
|  |                                                      |                                                      |                                                      |  |  |                                     |                                     |                                     |  |  |                                                   |                                                   |                                                   |
|  | Бейлі                                                | Бейлі                                                | Утримання                                            |  |  |                                     |                                     |                                     |  |  |                                                   |                                                   |                                                   |
|  | Бейлі                                                | Бейлі                                                | Утримання                                            |  |  |                                     |                                     |                                     |  |  |                                                   |                                                   |                                                   |
|  | Кендіс ЛеРей                                         | Кендіс ЛеРей                                         | —                                                    |  |  |                                     |                                     |                                     |  |  |                                                   |                                                   |                                                   |
|  | Кендіс ЛеРей                                         | Кендіс ЛеРей                                         | —                                                    |  |  |                                     |                                     |                                     |  |  |                                                   |                                                   |                                                   |
|  | Бі-Фаб                                               | Бі-Фаб                                               | 10:02                                                |  |  | Бейлі                               | Бейлі                               | 11:55                               |  |  |                                                   |                                                   |                                                   |
|  | Бі-Фаб                                               | Бі-Фаб                                               | 10:02                                                |  |  | Бейлі                               | Бейлі                               | 11:55                               |  |  |                                                   |                                                   |                                                   |
|  |                                                      |                                                      |                                                      |  |  | Челсі Грін                          | Челсі Грін                          | Утримання                           |  |  |                                                   |                                                   |                                                   |
|  |                                                      |                                                      |                                                      |  |  | Челсі Грін                          | Челсі Грін                          | Утримання                           |  |  |                                                   |                                                   |                                                   |
|  | Б'янка Белер                                         | Б'янка Белер                                         | —                                                    |  |  |                                     |                                     |                                     |  |  |                                                   |                                                   |                                                   |
|  | Б'янка Белер                                         | Б'янка Белер                                         | —                                                    |  |  |                                     |                                     |                                     |  |  |                                                   |                                                   |                                                   |
|  | Челсі Грін                                           | Челсі Грін                                           | Утримання                                            |  |  |                                     |                                     |                                     |  |  |                                                   |                                                   |                                                   |
|  | Челсі Грін                                           | Челсі Грін                                           | Утримання                                            |  |  |                                     |                                     |                                     |  |  |                                                   |                                                   |                                                   |
|  | Блер Давенпорт                                       | Блер Давенпорт                                       | 10:04                                                |  |  | Челсі Грін                          | Челсі Грін                          | Утримання                           |  |  |                                                   |                                                   |                                                   |
|  | Блер Давенпорт                                       | Блер Давенпорт                                       | 10:04                                                |  |  |                                     | Челсі Грін                          | Утримання                           |  |  |                                                   |                                                   |                                                   |
|  |                                                      |                                                      |                                                      |  |  | Мічін                               | Мічін                               | 8:05                                |  |  |                                                   |                                                   |                                                   |
|  |                                                      |                                                      |                                                      |  |  | Мічін                               | Мічін                               | 8:05                                |  |  |                                                   |                                                   |                                                   |
|  | Леш Ледженд                                          | Леш Ледженд                                          | —                                                    |  |  |                                     |                                     |                                     |  |  |                                                   |                                                   |                                                   |
|  | Леш Ледженд                                          | Леш Ледженд                                          | —                                                    |  |  |                                     |                                     |                                     |  |  |                                                   |                                                   |                                                   |
|  | Мічін                                                | Мічін                                                | Утримання                                            |  |  |                                     |                                     |                                     |  |  |                                                   |                                                   |                                                   |
|  | Мічін                                                | Мічін                                                | Утримання                                            |  |  |                                     |                                     |                                     |  |  |                                                   |                                                   |                                                   |
|  | Пайпер Нівен                                         | Пайпер Нівен                                         | 10:34                                                |  |  | Мічін                               | Мічін                               | Утримання                           |  |  |                                                   |                                                   |                                                   |
|  | Пайпер Нівен                                         | Пайпер Нівен                                         | 10:34                                                |  |  | Мічін                               | Мічін                               | Утримання                           |  |  |                                                   |                                                   |                                                   |
|  |                                                      |                                                      |                                                      |  |  | Тіффані Страттон                    | Тіффані Страттон                    | 8:31                                |  |  |                                                   |                                                   |                                                   |
|  |                                                      |                                                      |                                                      |  |  | Тіффані Страттон                    | Тіффані Страттон                    | 8:31                                |  |  |                                                   |                                                   |                                                   |
|  | Наомі                                                | Наомі                                                | —                                                    |  |  |                                     |                                     |                                     |  |  |                                                   |                                                   |                                                   |
|  | Наомі                                                | Наомі                                                | —                                                    |  |  |                                     |                                     |                                     |  |  |                                                   |                                                   |                                                   |
|  | Тіффані Страттон                                     | Тіффані Страттон                                     | Утримання                                            |  |  |                                     |                                     |                                     |  |  |                                                   |                                                   |                                                   |
|  | Тіффані Страттон                                     | Тіффані Страттон                                     | Утримання                                            |  |  |                                     |                                     |                                     |  |  |                                                   |                                                   |                                                   |
|  | Електра Лопес                                        | Електра Лопес                                        | 7:32                                                 |  |  |                                     |                                     |                                     |  |  |                                                   |                                                   |                                                   |
|  | Електра Лопес                                        | Електра Лопес                                        | 7:32                                                 |  |  |                                     |                                     |                                     |  |  |                                                   |                                                   |                                                   |

## Чемпіони
| №              | Чемпіон        | Статистика     | Статистика           | Зміна власника титулу | Зміна власника титулу              | Зміна власника титулу      | Примітка                                                            | Посилання      |
| №              | Чемпіон        | Днів (визнано) | Кількість чемпіонств | Зміна власника титулу | Зміна власника титулу              | Зміна власника титулу      | Примітка                                                            | Посилання      |
| №              | Чемпіон        | Днів (визнано) | Кількість чемпіонств | Дата                  | Шоу                                | Місце                      | Примітка                                                            | Посилання      |
| WWE: SmackDown | WWE: SmackDown | WWE: SmackDown | WWE: SmackDown       | WWE: SmackDown        | WWE: SmackDown                     | WWE: SmackDown             | WWE: SmackDown                                                      | WWE: SmackDown |
| -------------- | -------------- | -------------- | -------------------- | --------------------- | ---------------------------------- | -------------------------- | ------------------------------------------------------------------- | -------------- |
| 1              | Челсі Грін     | 131            | 1                    | 14 грудня 2024        | Saturday Night's Main Event XXXVII | Юніондейл, Нью-Йорк        | Перемогла Мічін у фіналі турніру і стала інавгураційною чемпіонкою. | [ 11 ]         |
| 2              | Зеліна Вега    | 62             | 1                    | 25 квітня 2025        | SmackDown                          | Форт-Верт, Техас           |                                                                     | [ 15 ]         |
| 3              | Джулія         | 2+             | 1                    | 27 червня 2025        | SmackDown                          | Ер-Ріяд, Саудівська Аравія |                                                                     | [ 16 ]         |

## Виноски
1. ↑  WWE визнає як 131 день.
2. ↑  62 дні визнано WWE.
3. ↑  Джейд Каргілл спочатку мала взяти участь, але на неї за лаштунками напала невідома (як виявилось Наомі) під час епізоду SmackDown 22 листопада, і її було вилучено з турніру. Її замінила Леш Ледженд з NXT.[12]